# Baie de Barataria
Pour les articles homonymes, voir Barataria.

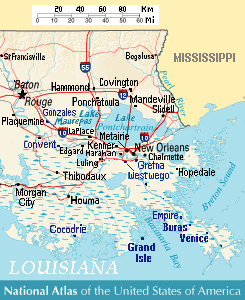
La baie de Barataria (en bas, à droite) est située entre les villes d'Empire et de Grand Isle en Louisiane.agrandir].

La baie de Barataria est située dans le sud-est de la Louisiane, dans la paroisse de Jefferson aux États-Unis. Elle donne sur le golfe du Mexique par des passes situées autour de Grand-Isle.
La baie fut utilisée par les flibustiers menés par Jean Lafitte au début du XIXe siècle, et abrite d'importantes ressources naturelles, principalement des crevettes grises et du soufre ainsi que des rats musqués recherchés pour leur fourrure, du gaz naturel et du pétrole.
Les historiens estiment que les forces rassemblées par la piraterie dans les années 1800, dans l'archipel autour de Barataria représentaient un total de 3 000 à 5 000 combattants clandestins.